# Rosemarie Karger
Rosemarie Karger (* 1958 als Rosemarie Masannek) ist eine deutsche Siedlungswasserwirtschaftlerin. Sie war von 2014 bis 2025 Präsidentin der Ostfalia Hochschule für angewandte Wissenschaften und Professorin für Wasserversorgung und Sanitärtechnik.

## Werdegang
Karger studierte an der Universität Hannover im Fachbereich Bauingenieur- und Vermessungswesen. Die Promotion zur Dr.-Ing. erfolgte 1996 an derselben Universität. Zunächst war sie als wissenschaftliche Assistentin und Lehrkraft für besondere Aufgaben an der Universität Hannover tätig; im Anschluss folgte die selbständige Tätigkeit als Ingenieurin. 1996 folgte sie einem Ruf durch das niedersächsische Ministerium für Wissenschaft und Kultur an die Fachhochschule Braunschweig/Wolfenbüttel – heutige Ostfalia Hochschule für angewandte Wissenschaften (Hochschule Braunschweig/Wolfenbüttel) – als Professorin für Wasserversorgung und Sanitärtechnik im Fachbereich Versorgungstechnik, der heutigen Fakultät Versorgungstechnik.
Als Leiterin des Institut für Wassertechnologie beschäftigte sich Karger mit den Themen Sanitärtechnik, Wasserzähleranlagen, Wasserbedarfsprognosen und rationeller Wasserverwendung. Eines ihrer umfangreichsten Forschungsprojekte war die Planung der Wasseranlagen für den Wirtschaftswagen des ICE 3.
Bis 2002 war sie stellvertretende Obfrau des VDI-Ausschusses zur Richtlinie 6024 „Wassersparen in der Sanitärtechnik“. Derzeit ist sie Vorsitzende des Kuratoriums des Norddeutschen Wasserzentrums. Seit September 2004 war Karger Vizepräsidentin der Hochschule und leitete das Ressort Forschung, Entwicklung, Technologietransfer. Mit Wirkung zum 1. März 2014 wurde sie zur ersten Präsidentin der Ostfalia Hochschule für angewandte Wissenschaften gewählt.

## Schriften
- Karl-August Möhle, Rosemarie Masannek Wasserbedarf, Wasserbedarfsentwicklung, rationelle Verwendung von Wasser in öffentlichen Einrichtungen und im Dienstleistungsbereich UBA-Text 88/1
- Technische und soziale Einflüsse auf die Entwicklung des Trinkwasserbedarfs Diss. Hannover 1996
- Rosemarie Karger, Klaus Cord-Landwehr und Frank Hoffmann Wasserversorgung: Gewinnung – Aufbereitung – Speicherung – Verteilung Vieweg & Teubner: Braunschweig 2008 (3. Auflage); ISBN 978-3-8351-0213-2